# Giovanni VI di Napoli
Giovanni VI (... – 1120) fu coreggente intorno al 1090 e poi unico Duca di Napoli dal 1107 fino alla sua morte.

## Biografia
Giovanni VI era il figlio e successore di Sergio VI. Il suo regno rimane molto oscuro a causa della mancanza di fonti documentarie. Succedette al padre, al quale era stato associato, e proseguì la sua politica di alleanza con l'Impero bizantino per fronteggiare gli attacchi dei Normanni, ricevendo anch'egli il titolo di protosebastos. Sposò Eva (o Anna), figlia di Goffredo Ridello, che gli dette almeno un figlio, il suo successore e ultimo duca di Napoli, Sergio VII.